# Іваниці
Іваниці (словац. Ivanice, угор. Balogiványi) — село, громада в окрузі Рімавська Собота, Банськобистрицький край, Словаччина. Кадастрова площа громади — 5,60 км². Населення — 293 особи (за оцінкою на 31 грудня 2017 р.).
Перша згадка 1245 року.
1828 року село мало 34 домогосподарства і 299 мешканців.
У 1918—1944 рр. у складі Угорщини.

## Населення
| Рік:            | 1994. | 2004.   | 2014.    | 2024.   |
| --------------- | ----- | ------- | -------- | ------- |
| Кількість осіб: | 185   | 203     | 246      | 248     |
| Різниця:        |       | +9,72 % | +21,18 % | +0,81 % |

| Рік:            | 2023. | 2024.   |
| --------------- | ----- | ------- |
| Кількість осіб: | 243   | 248     |
| Різниця:        |       | +2,05 % |